# Patrizio Bonafè
Patrizio Bonafè (Taglio di Po, 19 marzo 1950) è un allenatore di calcio ed ex calciatore italiano, di ruolo centrocampista.

## Carriera

### Giocatore

Bonafè (accosciato, primo da destra) nel Piacenza della stagione 1975-1976

Cresciuto nella squadra del suo paese, la Tagliolese, Bonafè venne ceduto all'età di 16 anni al Bolzano. L'esperienza si concluse dopo tre giorni con la fuga e il ritorno a casa, e solo grazie ai buoni uffici del padre fu possibile sventare la minaccia di sequestro del cartellino da parte della società altoatesina, e la conseguente impossibilità di giocare altrove. Il giovane rodigino tornò quindi nella Tagliolese che lo cedette al Contarina.
Nel 1967 partecipò a un raduno di giovani che giocavano nelle squadra venete, organizzato dal Verona allora allenato da Nils Liedholm. Rientrato tra i prescelti, venne così acquistato dalla squadra gialloblù. La stagione 1967-1968, che avrebbe dovuto vederlo esordire in Serie B, è caratterizzata da un infortunio che lo costrinse a star fermo per tutto il campionato.
L'anno dopo Liedholm lo chiamò al Varese. Nella società lombarda Bonafè fece così il suo debutto nel professionismo, esordendo in Serie A nella stagione 1968-1969 collezionando 3 presenze e una rete, l'unica nella massima serie. La stagione si concluse con la retrocessione in Serie B, e nella stagione successiva contribuisce con 12 presenze al ritorno dei lombardi in Serie A.
Nella stagione 1970-1971 passa in prestito al Cesena, per permettergli di assolvere agevolmente il servizio militare nella Compagnia Atleti di Bologna. Rientra quindi a Varese dove è stabilmente titolare tra Serie A e Serie B fino al 1975.
Dopo l'esperienza del Varese nella massima serie nel 1974-1975 si trasferì al Piacenza, neopromosso in Serie B sotto la guida di Giovan Battista Fabbri. La stagione si concluse con una nuova retrocessione, e Bonafè rimase anche nel campionato successivo di 1976-1977, quando indossò la fascia di capitano della formazione piacentina, senza riuscire a centrare la promozione. A seguire giocò nel 1977-1978  a Modena, di nuovo in Serie B, e nel 1978-1979 al Vicenza di Fabbri, in Serie A.
Concluse la carriera professionistica nelle file della Pro Patria, giocando per due stagioni in Serie C2, per poi ritornare nel Piacentino con la maglia del Caorso, nel campionato di Promozione.

### Allenatore
Stabilitosi definitivamente a Piacenza, vi sviluppa tutta la sua carriera di allenatore, in numerose formazioni dilettantistiche locali. Inizia nel Caorso, come allenatore-giocatore, per proseguire la carriera con Gragnano, Salsomaggiore, Podenzano e Carpaneto.

## Palmarès

### Giocatore
- Campionato italiano di Serie B: 2

Varese: 1969-1970, 1973-1974